# Каратнау де Жос (Бузау)
Каратнау де Жос (рум. Cărătnău de Jos) насеље је у Румунији у округу Бузау у општини Сарулешти. Oпштина се налази на надморској висини од 322 m.

## Становништво
Према подацима из 2002. године у насељу је живело 123 становника, од којих су сви румунске националности.